# 大泉駅 (三重県)
大泉駅（おおいずみえき）は、三重県いなべ市員弁町大泉にある、三岐鉄道北勢線の駅である。駅番号はH10。

## 歴史

### 駅開業までの経緯
大泉駅新設の計画は、三岐鉄道が北勢線の運営継承を決定した後に提案された。計画での仮称は新大泉駅であった。なお、旧大泉東駅も過去には大泉駅と称していた。計画当初は駅単独の建設予定であったが、その後、員弁町役場（現：いなべ市役所）に隣接した地元農産物販売施設「うりぼう」を増床・拡充の上「ふれあいの駅うりぼう」と名称変更して当駅に移転することになった。なお、当駅は大泉東駅と長宮駅を統合し、両駅の中間部分に新設されたものであるが、名目上は大泉東駅を廃止し長宮駅を大泉駅に改称の上で現在地に移設したことになっている。

### 年表
- 2004年（平成16年）
  - 4月1日：開業。駅舎・ホーム（単式1面1線）・駅前広場・駐車場（72台）・駐輪場（当初は現駅舎南側のみ・36台分）および駅舎内に自動券売機（1台）・自動精算機（1台）・自動改札機（2通路）が設置される。時間帯[注釈 1]により有人駅となり、その有人時間帯のみ自動券売機・自動改札機等が利用可能であった。ホーム等は将来の列車行き違い設備設置に対応可能な形態となっていた。
  - 4月3日：開業式典が行なわれる。4月1日 - 7日まで、開業を記念して花電車（276+201+101+201号車）が運行される。
  - 4月4日：駅舎隣にふれあいの駅うりぼう（地元の農産物販売施設）が仮オープンする。
  - 4月14日：三重県が定める「三重県だれもが住みよい福祉のまちづくり推進要綱」、「三重県バリアフリーのまちづくり推進条例」の整備基準に基づいていることを示す適合証交付施設となる。
  - 6月1日：いなべ市役所横から本駅舎隣にふれあいの駅うりぼう（地元の農産物販売施設）が移転、正式オープンする。
- 2005年（平成17年）
  - 1月8日：駅前駐車場南側に駐輪場（38台分）が増設され、74台の駐輪が可能となる（その後、上屋なしラックのみの駐輪場が10台分増設される）。
  - 3月23日：当駅桑名方の踏切（東員12号踏切）およびその前後の市道が拡幅改良され、駅へのアクセスが改善される。
  - 3月26日：東員駅からの集中監視制御（駅務機器を除く）による営業が開始される。これにより旅客への東員駅からの放送・インターホンによる案内等が可能になる。
  - 4月1日：当駅からいなべ総合学園高校を経由して三岐線三里駅を結ぶバス（三岐バス）が運行開始される。
  - 4月2日：駅舎隣にあるふれあいの駅うりぼう（地元の農産物販売施設）が拡張されグランドオープンする。
  - 6月1日：既に駅舎内にある自動券売機・自動精算機・自動改札機を利用して、東員駅からの遠隔制御による営業が開始される。これにより、自動券売機等が終日利用可能となる。
  - 7月1日：列車行違い設備新設・使用開始。ホームが島式となり、ホーム上屋が阿下喜方に増設され、構内踏切が新設される。
- 2006年（平成18年）
  - 3月14日：西桑名方出発信号機が三位式三現示 (GYR) 化される[注釈 2]。
  - 6月1日：いなべ市新コミュニティバス（アイバス）が運行開始され、当駅にバス停が設けられる。同時に三岐線三里駅行きの三岐バスは廃止される。
  - 4月11日：東員 - 大泉（当駅）間の戸上川に架かる茶屋川橋梁の橋脚1基が傾き、付近で下り電車が脱線した事故の影響で、4月13日から5月22日にかけて、東員 - 大泉（当駅）間でバス代行輸送を実施[注釈 3]。
- 2007年（平成19年）8月10日：既設の駅前無料駐車場北側に駐車場（42台分：未舗装・区画割は石灰白線による仮のもの）が増設され、合計114台が駐車可能となる。その後、未舗装部分の区画割（ロープによる）が変更になり、増設分は68台分となり、合計140台駐車可能となる。
- 2010年（平成22年）1月10日：終日無人駅となる[1] 。

## 駅構造

### ホーム
島式ホーム1面2線を有する地上駅である。

#### のりば
| ホーム | 路線     | 方向 | 行先       |
| ------ | -------- | ---- | ---------- |
| 反対側 | H 北勢線 | 下り | 阿下喜方面 |
| 駅舎側 | H 北勢線 | 上り | 西桑名方面 |

※案内上のホーム番号は割り当てられていない。
付記事項
- ホームは大型のU字ブロック上にコンクリート板を乗せた構造となっている。ホームと改札口とはスロープで結ばれ、バリアフリーに対応している。
- 西桑名方面は、下り線ホームから発車することもできる[2]。
- 安全側線を有するため、列車交換時に列車が同時に進入することができる。

### 駅舎
線路の東側に位置する。改札内にはトイレ（多目的トイレのある男女別の水洗式）が設けられているが、待合室は設置されていない。駅務機器自動化システムの導入された無人駅で、東員駅から遠隔管理されている。三岐鉄道に移管後の数年間は特殊勤務駅だった。
地元農産物販売施設「ふれあいの駅うりぼう」が隣接する。当施設の外観は駅舎と同一となっている。

### その他設備など
駅務機器
自動券売機（1台）、自動改札機（2通路、うち1通路は車椅子対応のワイド型）、自動精算機（1台）が備えられている。普通券・回数券の購入が可能であるが、定期券の購入はできない。
駅前広場
停車スペース、バス停、タクシー常駐スペース（1台）、公衆電話（1基）が設けられている。ロータリーは無いが、140台（舗装部分：72台、未舗装部分：68台）分の駐車場が設置されている。当駅の駐車場は北勢線内では最大級であり、三岐鉄道の中でも暁学園前駅の180台に次ぐ規模である。また、84台（上屋有り74台、上屋無し10台）分の駐輪場が設置されている。
バリアフリー
駅前広場・駅舎・ホーム等の施設について バリアフリーに対応しており、三重県が定める「三重県だれもが住みよい福祉のまちづくり推進要綱」「三重県バリアフリーのまちづくり推進条例」の整備基準に基づいていることを示す適合証交付施設となっている。 
駅アクセス道路
当駅桑名方の道路（いなべ市道宮之東山上線）は大泉駅開業を受けて拡幅整備された。また、大泉駅開業後に旧大泉東駅利用者の利便を図るため、大泉駅と旧大泉東駅を結ぶ道路が北勢線沿いに整備された。

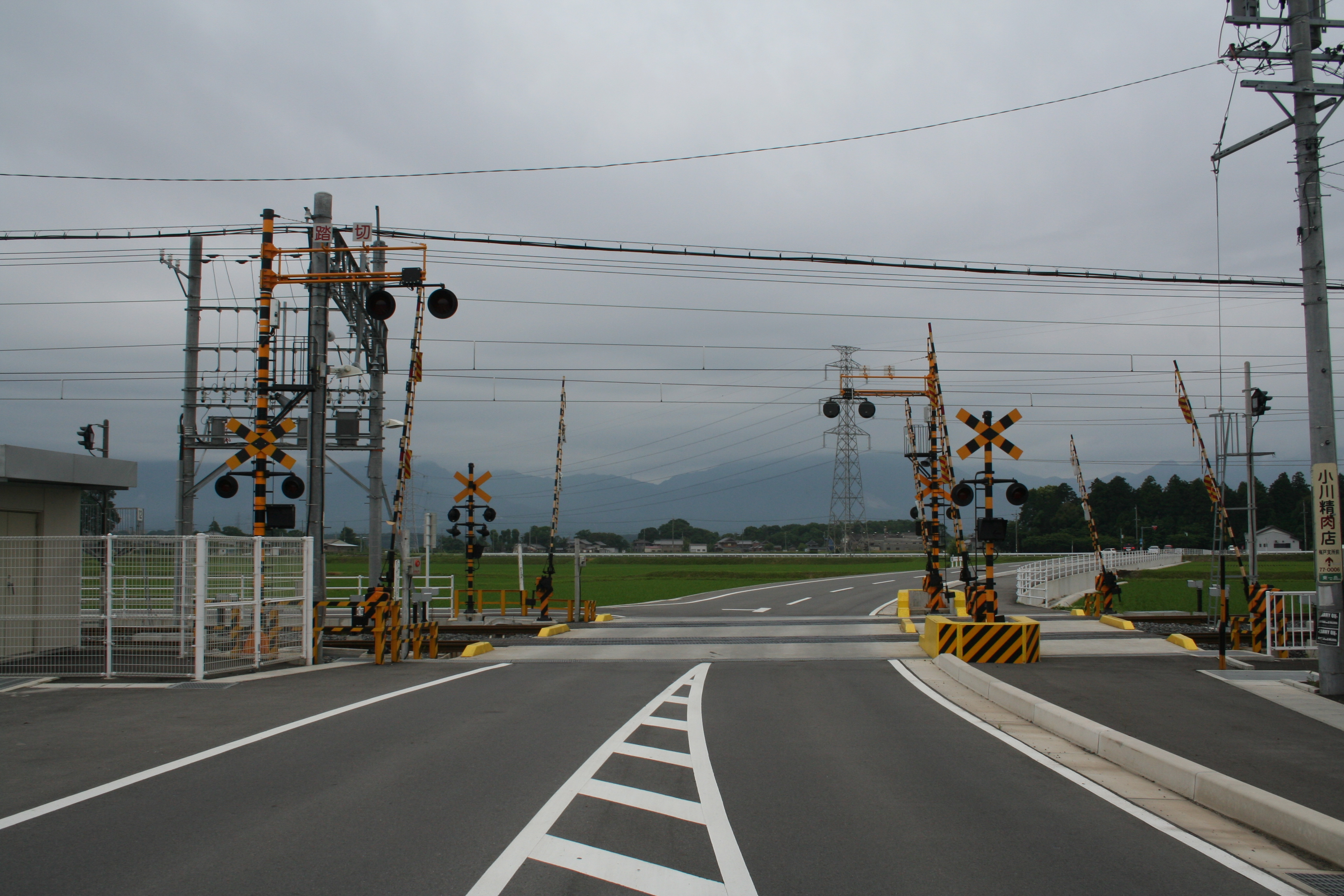
東員12号踏切（駅開業と同時に整備）
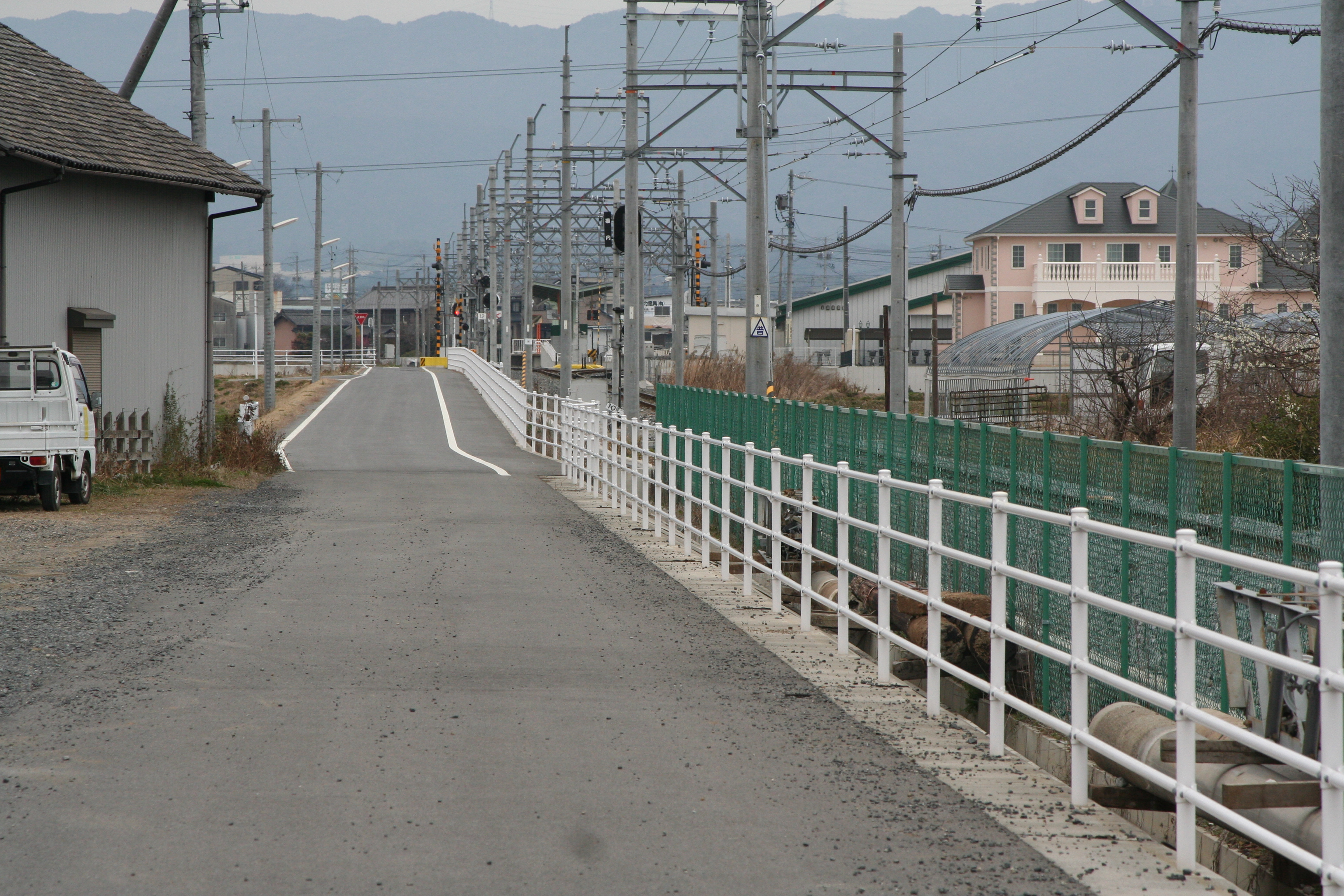
大泉駅と旧大泉東駅を最短距離で結ぶ道路

## 利用状況
「三重県統計書」によると、1日の平均乗車人員は以下の通りである。
| 年度   | 一日平均 乗車人員 |
| ------ | ----------------- |
| 2004年 | 193               |
| 2005年 | 236               |
| 2006年 | 239               |
| 2007年 | 264               |
| 2008年 | 291               |
| 2009年 | 287               |
| 2010年 | 290               |
| 2011年 | 294               |
| 2012年 | 281               |
| 2013年 | 276               |
| 2014年 | 254               |
| 2015年 | 272               |
| 2016年 | 278               |
| 2017年 | 282               |
| 2018年 | 277               |
| 2019年 | 270               |

- 大泉駅の乗車人員の推移を下表に示す。
  - 輸送実績（乗車人員）の単位は人/年度である。
  - 乗降人員調査結果は任意の1日における値（単位：人/日）である。調査日の天候・行事等の要因によって変動が大きいので年度間の比較には注意を要する。
  - 表中、最高値を赤色で、最高値を記録した年度以降の最低値を青色で、最高値を記録した年度以前の最低値を緑色で表記している。
- 当駅開業年度の2004年度（平成16年度）の当駅乗車人員は2003年度（平成15年度）の大泉東駅＋長宮駅（統合前）と比較して約1.7倍となり、利用客数が飛躍的に増加した。その後も乗車人員は増加し、2008年度（平成20年度）の当駅乗車人員は当駅開業年度2004年度（平成16年度）と比較して約1.5倍に、2003年度（平成15年度）の大泉東駅＋長宮駅（統合前）と比較すると約2.5倍の伸びとなった。

| 年 度              | 当駅分輸送実績（乗車人員）：人／年度 | 当駅分輸送実績（乗車人員）：人／年度 | 当駅分輸送実績（乗車人員）：人／年度 | 当駅分輸送実績（乗車人員）：人／年度 | 当駅分輸送実績（乗車人員）：人／年度 | 乗降人員調査結果 人／日 | 乗降人員調査結果 人／日 | 特 記 事 項                           |
| ------------------ | ------------------------------------ | ------------------------------------ | ------------------------------------ | ------------------------------------ | ------------------------------------ | ----------------------- | ----------------------- | ------------------------------------- |
| 年 度              | 通勤定期                             | 通学定期                             | 通勤通学 定 期 計                    | 定期外                               | 合 計                                | 調査日                  | 調査結果                | 特 記 事 項                           |
| 1965年（昭和40年） |                                      |                                      | (257,960)                            | (85,772)                             | (343,732)                            |                         |                         | （旧大泉東+長宮駅の合算最高値）       |
| 1966年（昭和41年） |                                      |                                      | (265,530)                            | (76,418)                             | (341,948)                            |                         |                         | （旧大泉東+長宮駅の定期最高値）       |
| 2003年（平成15年） | (10,725)                             | (19,439)                             | (30,164)                             | (11,492)                             | (41,656)                             |                         |                         | （廃止直前の旧大泉東+長宮駅の合算値） |
| 2004年（平成16年） | 14,490                               | 28,812                               | 43,302                               | 27,081                               | 70,383                               |                         |                         | 駅開業、駐車・駐輪場設置              |
| 2005年（平成17年） | 19,980                               | 34,953                               | 54,933                               | 31,310                               | 86,243                               |                         |                         | 列車行き違い設備新設                  |
| 2006年（平成18年） | 19,950                               | 38,652                               | 58,602                               | 28,538                               | 87,140                               |                         |                         | 東員 - 大泉間41日間不通・バス代行     |
| 2007年（平成19年） | 19,530                               | 46,120                               | 65,560                               | 31,147                               | 96,797                               |                         |                         | 無料駐車場が68台分増設される          |
| 2008年（平成20年） | 19,110                               | 53,930                               | 73,040                               | 33,152                               | 106,192                              |                         |                         |                                       |
| 2009年（平成21年） |                                      |                                      |                                      |                                      |                                      |                         |                         |                                       |

出典：三重県統計書各年度版

## 駅周辺

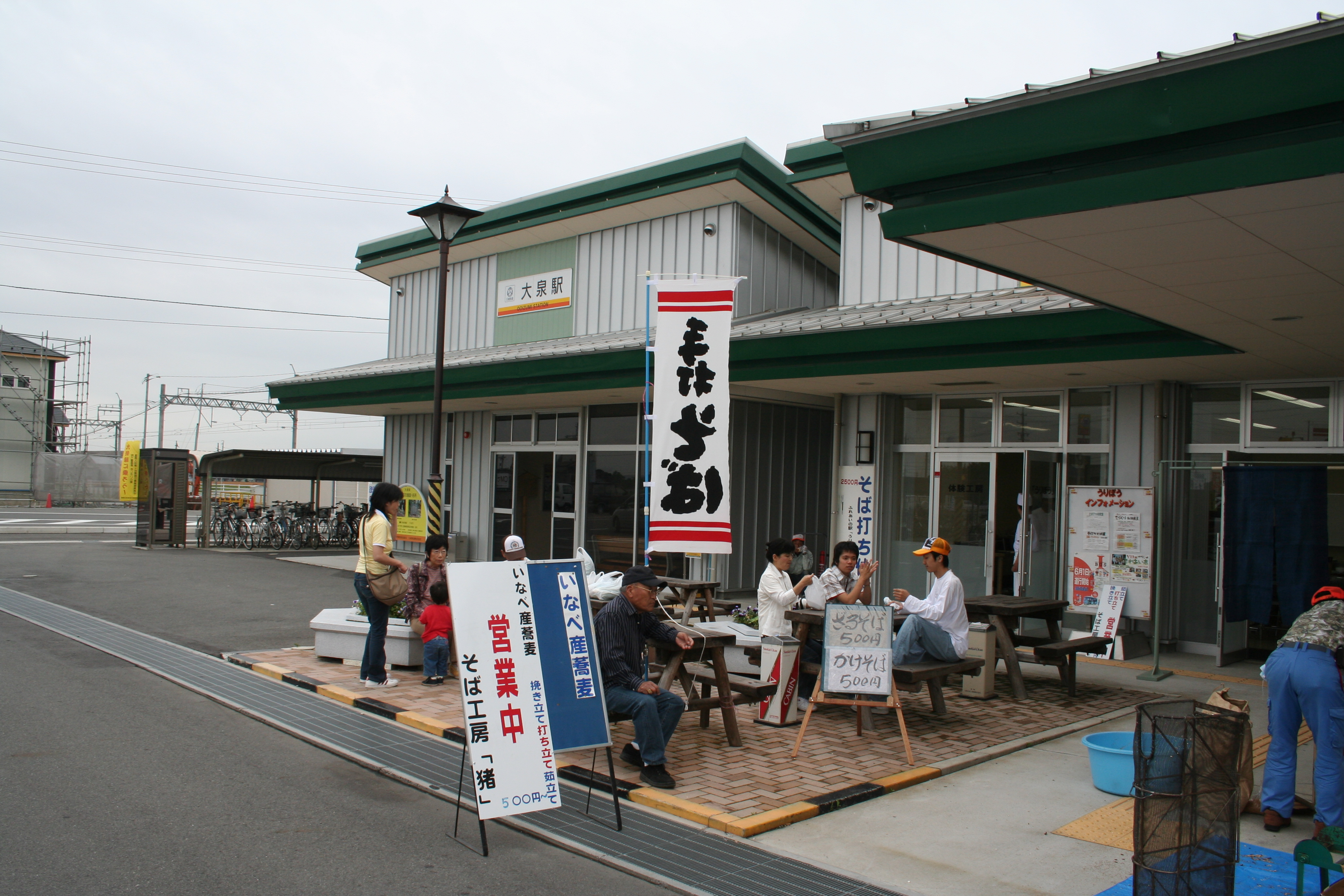
ふれあいの駅うりぼうが開催したイベントの様子（2006年6月）

周囲は田畑に囲まれており、駅南西側にはコスモス畑がある。駅のすぐ隣に農産物販売施設とコミュニティバスの「大泉駅」停留所があり、駅の東西を三重県道が通る。
- ふれあいの駅うりぼう - 地元の農産物販売施設。
- いなべ市立員弁東小学校
- いなべ市立員弁東保育園
- いなべひまわり保育園
- 大谷神社 - 参道が長いため、「長宮さん」と呼ばれる[6]。
- 東員郵便局
- 三重県道9号四日市員弁線
- 三重県道555号大泉東停車場線
- 三重県道556号大泉東停車場北大社線
- 三重県道557号楚原停車場線
- 三重県道611号大泉多度線
- いなべ市福祉バス「大泉駅」停留所 - 平古線

## その他
- 当駅の整備に関して、2005年（平成17年）10月14日（鉄道の日）に地元のいなべ市が「（第4回）日本鉄道賞表彰委員会特別賞」（「鉄道の日」実行委員会による）を受賞している[7]。

## 隣の駅
三岐鉄道
H 北勢線
東員駅(H09) - 大泉駅(H10) - 楚原駅(H11)
- 2004年（平成16年）3月31日まで、北大社信号場との間に大泉東駅があった。
- 2004年（平成16年）3月31日まで、楚原駅との間に長宮駅があった。